# 约·莱嫩
约·莱嫩（1948年4月6日—），德国律师、政治家、欧洲议会议员，德国社会民主党党员。
莱嫩一直活跃在德国与欧盟政坛。他主要致力于环境保护相关的政策法规与欧盟的外交政策，并且坚信联邦制是实现欧洲统一的必经之路。在2014年，他当选为欧洲议会对华关系代表团主席，从而将工作重心放到中欧关系发展上面。

## 教育
莱嫩二战后出生在德法边界的萨尔兰地区的比斯滕镇。虽然该地区是德语区，但是二战后在1947-1956期间一直由法国托管，从而变成了萨尔保护领。
生活在这样的环境下，莱嫩很早就开始不断自我询问与战争相关的问题：何来战争，何来和平，何为民族认同、国家边界、邻国的互相尊重以及如何实现国际合作。在1957年，当萨尔兰区回归德国的时候，他所居住的地方距离法德边界仅仅只有500米。
在1972年他在德国取得了法学学位，1974年在比利时布鲁日的欧洲学院取得了高等欧洲研究证书。从1977年开始，他开始从事律师工作。

## 政治生涯初展手脚
由于莱嫩坚信一切政治变化都需要人民与政治党派及民选代表之间的密切合作，他开始活跃于这两个完全不同的领域：一方面他担任公民活动的发言人，另一方面他也是政党代表以及德国议会的民选议员。
莱嫩同时还担任反核运动、和平运动以及德国境内规模最大的环境组织发言人。但也正是因为他积极参与各种反核运动，致使他被以发动暴乱为名告上了法院，但是最终联邦法院决定撤销对他的指控。在此期间为他的辩护的律师中就有后来成为德国总理的格哈特·施罗德。

## 加入德国社会民主党
自从七十年代开始，他就加入了德国历史最悠久的德国社会民主党。从加入该党开始，他同时在萨尔兰州以及联邦内供职，并且身兼多个重要职位。
1985年他成为了萨尔兰州的环境部部长。从1999年起他开始投身于欧盟政治并且为欧洲议会选举做准备。

## 担任欧洲议会议员
作为欧洲议会议员，他从1999年至今连任至今，从未间断。他一直将精力放在环境保护、欧洲一体化进程以及欧盟的外交政策上。自从2004年开始，他一直担任各重要议会委员会以及议会代表团的主席职位。
|                      | 全体会议演讲（次） | 作为指定起草人撰写相关报告（份） | 报告意见发表（次） | 决议提议（次） | 撰写声明 | 议会提问 |
| -------------------- | ------------------ | -------------------------------- | ------------------ | -------------- | -------- | -------- |
| 第五届议会 1999-2004 | 48                 | 5                                | 0                  | 4              | 3        | 11       |
| 第六届议会 2004-2009 | 83                 | 11                               | 1                  | 8              | 5        | 21       |
| 第七届议会 2009-2014 | 80                 | 4                                | 5                  | 14             | 3        | 52       |
| 第八届议会 2014-2019 | 30                 | 1                                | 1                  | 14             | 2        | 13       |

|                                   | 主席                            | 副主席         | 委员                            | 替补委员                                       |
| --------------------------------- | ------------------------------- | -------------- | ------------------------------- | ---------------------------------------------- |
| 第五届议会 （前半阶段） 1999-2002 |                                 |                | 宪政事务委员会                  | 财政预算委员会                                 |
| 第五届议会 （后半阶段） 2002-2004 |                                 | 宪政事务委员会 |                                 | 外交、人权事务、 公共安全及国防政策 委员会     |
| 第六届议会 2004-2009              | 宪政事务委员会                  |                |                                 | 外交事务委员会                                 |
| 第七届议会 （前半阶段） 2009-2012 | 环境、公共卫生 及食品安全委员会 |                |                                 | 外交事务委员会                                 |
| 第七届议会 （后半阶段） 2012-2014 |                                 |                | 环境、公共卫生 及食品安全委员会 | 外交事务委员会                                 |
| 第八届议会 2014-2019              |                                 |                | 宪政事务委员会                  | 外交事务委员会 环境、公共卫生 及食品安全委员会 |

|                                   | 主席           | 委员                                | 替补委员                                                      |
| --------------------------------- | -------------- | ----------------------------------- | ------------------------------------------------------------- |
| 第五届议会 1999-2004              |                | 欧洲－罗马尼亚联合议会委员会        |                                                               |
| 第六届议会 （前半阶段） 2004-2007 |                | 对南亚及南亚区域 合作联盟关系代表团 | 非洲、加勒比海和太平洋地区-欧盟 联合议会大会                  |
| 第六届议会 （后半阶段） 2007-2009 |                | 对南亚关系代表团                    | 非洲、加勒比海和太平洋地区-欧盟 联合议会大会 对印度关系代表团 |
| 第七届议会 2009-2014              |                | 对印度关系代表团                    | 非洲、加勒比海和太平洋地区-欧盟 联合议会大会                  |
| 第八届议会 2014-2019              | 对华关系代表团 |                                     | 非洲、加勒比海和太平洋地区-欧盟 联合议会大会                  |

## 访华经历
在2014年，莱嫩当选为欧洲议会对华关系代表团(Delegation for the relations with China)主席，多次率领议会核心小组访华，参加中欧议会定期交流机制会议。
2015年4月7日至9日，应全国人大中国-欧洲议会关系小组邀请，欧洲议会对华关系代表团团长莱嫩率核心小组一行7人访华。 在访问期间，该代表团于4月7日与外交部气候变化谈判特别代表高风进行了会见并且就气候变化巴黎大会、中欧气候变化合作等问题交换了意见。
2015年4月8日全国人大外事委员会副主任委员、中欧议会交流机制主席、全国人大中国-欧洲议会关系小组组长王晓初在人民大会堂会见并宴请了该代表团。双方就中欧关系、议会交往、经贸合作和“一带一路”等共同关心的问题交换了意见。全国人大外事委员会马泽华委员等参加。同日，莱嫩受到外交部副部长王超的亲切接见，王超祝贺莱嫩出任新一届欧洲议会对华关系代表团团长，并对其致力于推动中欧友好予以高度评价。莱嫩表示，欧中建交40周年是双方回顾历史，规划未来的重要时刻。新一届欧洲议会重视发展对华关系，支持欧中加强政治对话与务实合作。他愿带领对华关系代表团推动双方立法机构和政党交往健康发展，为中欧关系深入发展贡献力量。
2015年7月21日莱嫩率领欧洲议会对华关系代表团核心小组对中国进行为期一周的访问。访问期间，在人民大会堂会见了全国人大常委会副委员长沈跃跃与全国人大外事委员会副主任委员王晓初。双方主要就中欧关系、经贸合作、议会交往、立法交流和可持续发展等共同关心的议题进行了深入交流。除北京外，代表团还访问了辽宁省沈阳市，参观了沈阳机器人中心、华晨宝马汽车有限公司，并与辽宁省外经贸厅、科技厅、环保厅、发改委、经信厅和旅游局等部门负责人进行了座谈交流。
2016年，莱嫩率领欧洲议会对华关系代表团一行16人于2016年5月16日至20日访华，双方在四川成都主要就中欧关系和议会交往、国内立法和政策制定、中欧经贸合作、两岸关系和南海问题、欧盟一体化面临的挑战和难民危机等共同关心的议题进行了深入交流。在成都访问期间，莱嫩会见了四川省委书记、省人大常委会主任王东明、四川省商务厅有关负责人、中资企业代表和专家、学者简练并就中欧经贸合作等问题与代表团进行了深入交流和座谈。此外，代表团还参观了四川成都大熊猫繁育研究基地和成都高科技新区软件孵化园。
除参加中欧议会定期交流机制会议之外，莱嫩也前往中国各地进行访问与考察并且与中国企业、学术界以及媒体界相关人士进行交流：
2016年3月29日，莱嫩在北京中央电视台，接受了《对话》栏目专访，与主持人杨锐谈中欧合作现状与未来前景。
2016年3月30日到访清华大学，与布鲁金斯研究中心主任齐晔对话，就新格局下的中欧“绿色发展与联合国可持续发展目标”展开了一场对话，深入探讨了中欧双方应如何发挥各自的比较优势，并加强在节能减排方面的合作等问题。

## 其他政治经历
莱嫩一直活跃在各欧洲协会中，并扮演着关键性的角色：

－1977-1979年期间，他担任欧洲青年联邦主义者协会主席一职。该协会是欧洲联邦主义者联盟的前身，如今在欧洲共有超过两万五千名成员

－1979-1984年期间，他担任欧洲环境局副主席一职。该组织是欧洲最大的环境联盟，共有143各成员组织，共同致力于改善欧洲的环境条件、加强欧盟公民在实现该目标过程中扮演的角色以及推进欧盟的“绿色领导”。

－ 1988-2005年期间，他担任欧洲太阳能能源的副主席一职。这是一个欧洲范围内的非营利性组织，在欧洲14个不同的国家内有分办事处。

－1997-2005年期间，他担任欧洲联邦主义者联盟的主席一职。创建于1946年，该组织拥护欧洲联邦主义，认为应该通过欧盟公民的共同努力来实现这一远大的政治目标。

－ 2004年开始，他一直是推进民主联合国委员会咨询理事会成员，该委员会是一个非政府非营利组织并且致力于加强联合国以及其他国际组织在国际政治中扮演的角色。

－从2011年起他还担任国际欧洲运动的主席（2005-2011年间担任副主席）。该运动成立于1947年是一个拥有33个成员组织的重要运动，其主要宗旨是推进欧洲的统一与和平发展。